# Norra Hagalund

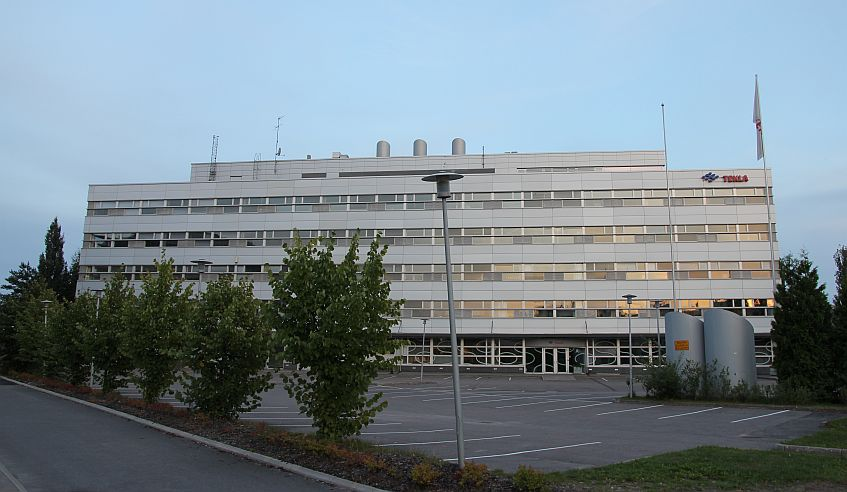
Trimble Solutions huvudkontor

Norra Hagalund (finska: Pohjois-Tapiola) är en stadsdel i Esbo stad och hör administrativt till Stor-Hagalund storområde. 
Norra Hagalund ligger norr om stadsdelen Hagalund. I öster gränsar den till Otnäs, i väster till Mankans och i norr till Bredvik. Det finns många företag med anslutning till teknologi och det närliggande Aalto-universitetet. Dessa finns främst kring Ring I:an. Största delen av bostadsområdena i Norra Hagalund består av höghus. 
Ett mindre delområde i Norra Hagalund är Björkmankans.